# Motorówki robocze projektu Delfin
Motorówki robocze projektu Delfin – seria trzech polskich pomocniczych jednostek pływających, motorówek roboczych eksploatowanych przez Marynarkę Wojenną. Jednostki zostały zbudowane w stoczni „Ustka” w Ustce. Dwie pierwsze weszły do służby 8 marca 1971 roku, a trzecia 1 lutego 1972 roku.

## Konstrukcja
Motorówki projektu Delfin mają długość całkowitą 8,52 m, szerokość 3,2 m. Wysokość boczna jednostek wynosi 1,3 m, a zanurzenie 0,6 m. Napęd motorówek stanowi 1 silnik wysokoprężny pracujący na jedną śrubę. Manewrowość jednostek zapewnia 1 ster. Konstrukcja kadłuba jednostek wykonana jest z laminatów poliestrowo–szklanych. Na rufie motorówek znajduje się niewielka nadbudówka. Załoga etatowa to 2 osoby, ponadto jednostki mogą przewieźć 32 osoby. Motorówki nie posiadają uzbrojenia.
Podstawowymi zadaniami stawianymi przed jednostkami są: wykonywanie wszelkiego rodzaju prac mających związek z demagnetyzacją innych okrętów, pomiarami, minimalizacją pól fizycznych innych okrętów oraz przewozem ludzi i ładunków między jednostkami a brzegiem.

## Historia
8 marca 1971 roku wcielono do służby w Marynarce Wojennej dwie pierwsze motorówki projektu Delfin – M-25 i M-26. 1 lutego 1972 roku podniesiono banderę na trzeciej jednostce – M-13. Dwie pierwsze jednostki typu (M-25 i M-26) weszły w skład Poligonu Kontrolno-Pomiarowego Logistyki DMW w Gdyni, a trzecia (M-13) została przydzielona do 42 dywizjonu Pomocniczych Jednostek Pływających. 30 czerwca 1989 roku wycofano ze służby motorówkę M-13. W służbie pozostają M-25 i M-26, wchodząc w skład Poligonu Kontrolno-Pomiarowego MW 3. Flotylli Okrętów w Gdyni (stan na 2022 rok) .

### Zestawienie
| nazwa | wejście do służby  | Przynależność                   | flotylla                   | los okrętu                  |
| ----- | ------------------ | ------------------------------- | -------------------------- | --------------------------- |
| M-25  | 8 marca 1971 roku  | Poligon Kontrolno- Pomiarowy MW | 3 Flotylla Okrętów         | w służbie                   |
| M-26  | 8 marca 1971 roku  | Poligon Kontrolno- Pomiarowy MW | 3 Flotylla Okrętów         | w służbie                   |
| M-13  | 1 lutego 1972 roku | 42 dywizjon PJP                 | 8 Flotylla Obrony Wybrzeża | wycofana 1 lutego 1989 roku |